# Rotbuchen-Rindenkugelpilz
Der Rotbuchen- oder Münzenförmige Rindenkugelpilz (Biscogniauxia nummularia), auch Pfennig-Kohlenkruste genannt, ist ein holzbewohnender Pilz auf Buche aus der Familie der Holzkeulenverwandten. Der Gattungsname ehrt den belgischen Botaniker Célestin Alfred Cogniaux (1841–1916).

## Merkmale

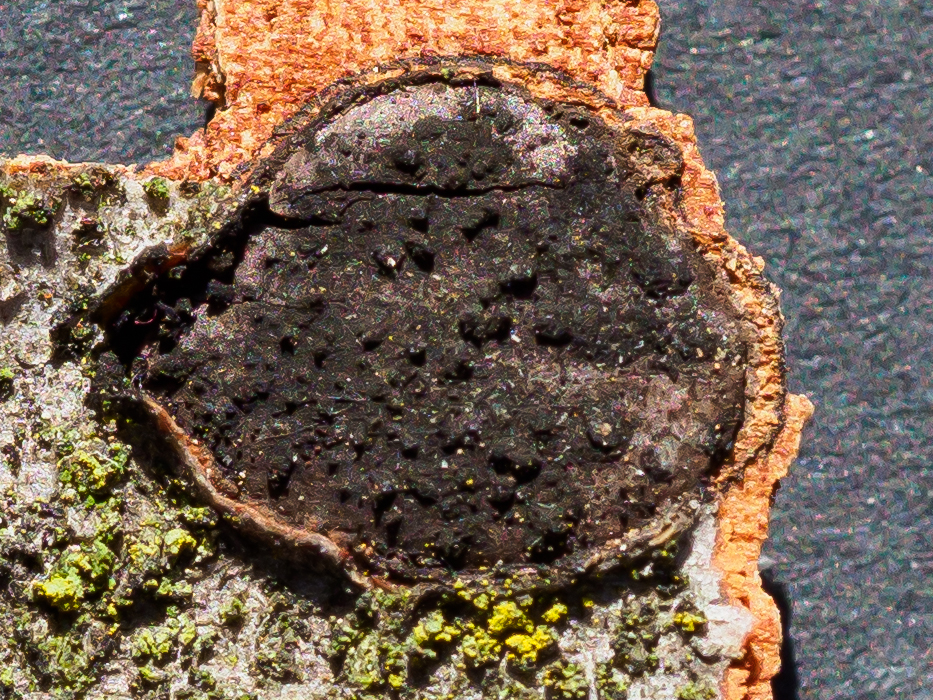
Biscogniauxia nummularia Fruchtkörper

### Makroskopische Merkmale
Der Rotbuchen-Rindenkugelpilz bildet ausgedehnte flache, schwarze kohlenartige Stromata ausschließlich auf toten Buchen. Sie können sowohl rundlich mit von 5–20 mm Durchmesser sein als auch unregelmäßig ellipsoid mit 15–50(-120) mm Länge und 10–22(-60) mm Breite bei einer durchschnittlichen Dicke von 0,6–0,8 mm. Das Gewebe unter den Perithecien ist unscheinbar. Die Perithecien selber sind halbkugelig 0,4–0,6 mm breit und 0,5-0,7 mm hoch.

### Mikroskopische Merkmale
Die kurz gestielten Asci haben einen amyloiden Apikalring. Die Ascosporen sind dunkelbraun bis schwarz, elliptisch und messen 10–13 × 7,5–8,5 µm.

## Verbreitung und Ökologie
Der Rotbuchen-Rindenkugelpilz kommt in Europa von Frankreich und Deutschland bis nach Russland und an den Kaukasus saprobiontisch auf Buche vor. Obwohl die Pfennig-Kohlenkruste generell als Saprobiont auf Buche beschrieben ist, wurde in Süditalien beobachtet, dass sie bei Buchen auch als Pathogen auftreten kann.